# Ekduva
Ekduva (Columba hodgsonii) är en bergslevande asiatisk fågel i familjen duvor inom ordningen duvfåglar.

## Utseende
Ekduvan är en 38 cm stor mörk duva med grått huvud. Undersidan är mörkprickig, vitprickig på vingtäckarna. Hanen har rödbrunt på underidan och manteln, på honan ersatt av grått. I flykten syns att den är mörkgrå på undre stjärttäckarna och undersidan av stjärten, till skillnad från sjalduvan som uppvisar kontrast mellan beige undre stjärttäckare och mörk stjärtundersida.

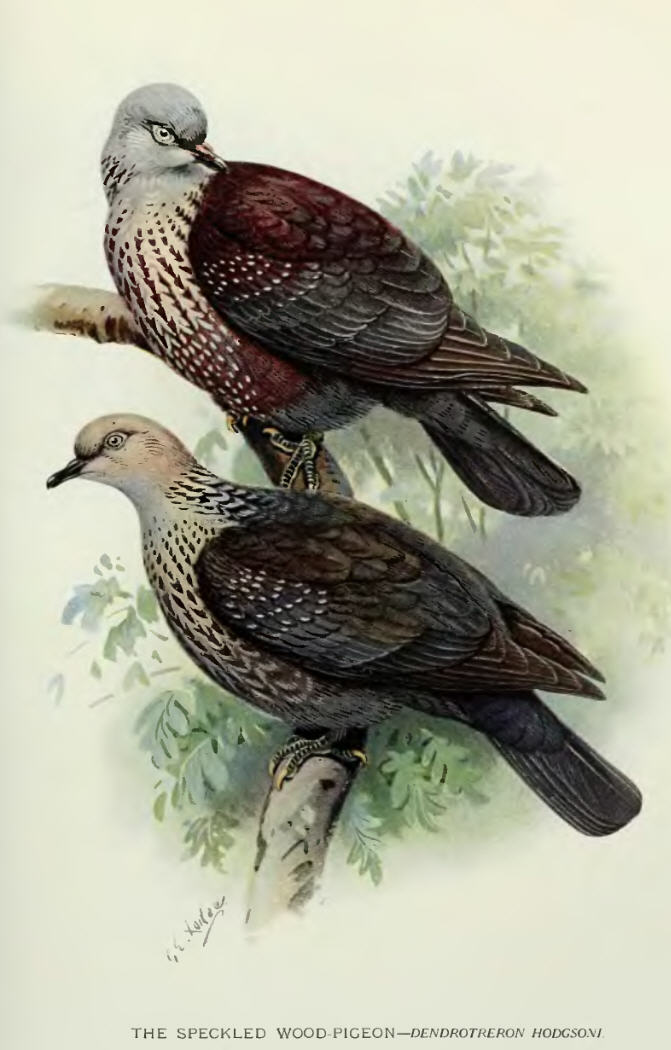
Hona och hane bergskogsduva.

## Läte
Lätet är dåligt känt och bristfälligt dokumenterat, men verkar inte vara särskilt ljudlig. Ett mörkt "whock-whrooo-whrooo” har noterats, med sista tonen utdragen och mer rullande.

## Utbredning och systematik
Ekduvan förekommer i Himalaya från Kashmir österut till västcentrala Kina (södra Gansu, västra Sichuan och Yunnan) och Myanmar. Vintertid besöker den även nordvästra Thailand och nordvästra Laos.
Arten tros ofta vara en asiatisk representant för en grupp duvor centrerad kring olivduvan (C. arquatrix) som också inkluderar kamerunduva (C. sjostedti), sãotoméduva (C. thomensis) och komorskogsduva (C. pollenii). Ekduvan behandlas som monotypisk, det vill säga att den inte delas in i några underarter.

## Levnadssätt
Ekduvan hittas huvudsakligen i ek- och rhododendronskog i bergstrakter upp till 3000 meters höjd. Den är mestadels träd- och fruktlevande, men tar också örter, frön och säd från marken. Fågeln häckar huvudsakligen mellan maj och juni, men troligen även senare på högre höjder. Arten är stannfågel men företar sig lokala och höjdledsmässiga rörelser beroende på födotillgång.

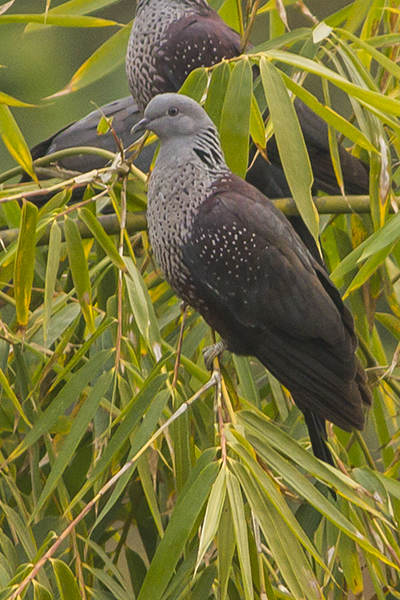
Ekduvor i Sikkim, Indien.

## Status och hot
Arten har ett stort utbredningsområde, men tros minska i antal, dock inte tillräckligt kraftigt för att den ska betraktas som hotad. Internationella naturvårdsunionen IUCN listar arten som livskraftig (LC). Världspopulationen har inte uppskattats men den tros vara till största delen ovanlig.

## Namn
Fågelns vetenskapliga artnamn hedrar Brian Houghton Hodgson (1800-1894), engelsk diplomat, etnolog och naturforskare boende i Nepal 1833-1844.